# Ex Poveglia
Ex Poveglia [eks povèlja] ali Forte di Mezzo [fòrte di mèdzo], je otok v Beneški laguni v Jadranskem morju. Upravno spada pod italijansko deželo Benečija (pokrajina Benetke).
Ob koncu štirinajstega stoletja, ko je bila Beneška republika v vojni z Genoveško republiko, je zgradila na tem mestu utrdbo na koleh, prvo od osmih v laguni, imenovano Batteria. Otoček se je nahajal približno na pol poti med lagunskimi vrati Malamocco in Benetkami in skoraj na sredini plovnega kanala. Posadka je bila nameščena pri nekoliko oddaljenem otoku Poveglia, kjer je bila v ta namen zgrajena vojašnica Ottagono, zato je utrdba dobila ime Ex Poveglia, torej Iz Poveglie, ker so odondot prihajali vojaki. Zaradi strateške lege otočka se je uveljavilo tudi ime Forte di Mezzo, kar pomeni utrdba na sredini. Sestavljena je bila iz dveh polkrožnih zgradb, smodnišnice in skromnega bivalnega prostora. Otok je bil v obrambne namene popolnoma utrjen in obkrožen s skalami. Po propadu Beneške republike je bil zapuščen, a za časa prve svetovne vojne so Avstrijci namestili na njem protiletalsko artilerijo. Danes je otok v zasebni lasti, a zapuščen in razpada.